# Vicovaro
Vicovaro là một đô thị ở tỉnh Roma trong vùng Lazio, có cự ly khoảng 35 km về phía đông bắc của Roma. Tại thời điểm ngày 31 tháng 12 năm 2004, đô thị này có dân số 4.047 người và diện tích là 36,1 km².
Đô thị Vicovaro có các frazione (đơ vị cấp dưới) San Cosimato.
Vicovaro giáp các đô thị: Castel Madama, Mandela, Roccagiovine, Sambuci, San Polo dei Cavalieri, Saracinesco, Tivoli.